# Marie-Jean Hérault de Séchelles
Pour les articles homonymes, voir Hérault.
Marie-Jean Hérault de Séchelles, né à Paris le 15 novembre 1759, mort guillotiné dans la même ville le 16 germinal an II (le 5 avril 1794), est un homme politique de la Révolution française.

## Biographie

### Famille
La famille Hérault de Séchelles est issue de la famille Hérault des seigneurs de Plomb (Manche), originaire de Normandie, établie en Bretagne et à Paris, qui a prouvé sa noblesse jusqu'en 1456  avec Jean Ier Hérault, écuyer, seigneur de Plomb et de Saint-Jean-du-Corail (diocèse d’Avranches).
Citée en 1379 et 1390, cette famille a formé plusieurs branches, celles des seigneurs de Plomb, La Véronne, La Benoîtière [Benastière], [La] Bassecourt, Séchelles, Fontaine l'Abbé, etc, toutes issues de Geoffroy II Hérault, seigneur de Plomb et et de La Benoîtière, vivant en 1530.
Maintenue noble en 1669 et 1704, elle portait : D'argent, à trois canes de sable, becquées & membrées d'or, posées deux & une.

### Les années de jeunesse
Il est le fils de Jean-Baptiste Martin Hérault de Séchelles et de Marie-Marguerite Magon de La Lande, le petit-fils de René Hérault et l'arrière-petit-fils de Jean Moreau de Séchelles, contrôleur général des finances du roi Louis XV. Il est toutefois admis que son père Jean-Baptiste Martin Hérault de Séchelles serait le fils naturel du maréchal Louis Georges Érasme de Contades, amant de sa mère (Hélène Moreau de Séchelles, madame René Hérault) à l'époque de sa conception, et non celui de René Hurault.
Il est élève au collège de Juilly.
Il est avocat du roi au Châtelet à 18 ans. Grâce à une dispense d'âge très fréquente dans les familles d'héritiers, il est en 1785 le plus jeune avocat général au Châtelet, où il se fait remarquer par ses « chaleurs antiphysiques » selon Charles-Pierre Coste d'Arnobat, c'est-à-dire ses inclinations homosexuelles.

### Mandat à la Législative
Il dit avoir figuré parmi ceux qui ont pris la Bastille.
En septembre 1791, la France devient une monarchie constitutionnelle en application de la constitution. Le même mois, Marie-Jean Hérault de Séchelles, alors commissaire du roi près le tribunal de cassation, est élu député du département de Paris, le quatorzième sur vingt-quatre à l'Assemblée nationale législative.
Il siège à gauche dans l'hémicycle. En février 1792, il vote en faveur de la mise en accusation de Bertrand de Molleville, le ministre de la Marine. En avril, il vote pour que les soldats du régiment de Châteauvieux, qui s'étaient mutinés lors de l'affaire de Nancy, soient admis aux honneurs de la séance. En août enfin, il vote en faveur de la mise en accusation du marquis de La Fayette.

### Mandat à la Convention
La monarchie prend fin à l'issue de la journée du 10 août 1792 : les bataillons de fédérés bretons et marseillais prennent le palais des Tuileries. Louis XVI est destitué et incarcéré à la tour du Temple avec sa famille.
En septembre 1792, Hérault de Séchelles est réélu député, le dixième sur quatorze pour le département de Seine-et-Oise, à la Convention nationale.
En novembre 1792, Hérault de Séchelles est élu président de la Convention, et ses secrétaires sont l'abbé Henri Grégoire, Bertrand Barère et Jean Debry. À la fin du même mois, il est désigné commissaire pour le département du Mont-Blanc aux côtés de l'abbé Henri Grégoire, de Grégoire Jagot et Philibert Simond.
En mission, Hérault de Séchelles et les autres commissaires ne participent pas aux votes lors du procès de Louis XVI. Le 13 janvier 1793, ils rédigent une lettre à la Convention dans laquelle ils s'expriment « pour la condamnation de Louis Capet par la Convention nationale, sans appel au peuple ». Le même jour, ils écrivent à Jean-Bon Saint-André, député du Lot, pour lui assurer qu'ils sont « pour la mort de Louis, sans appel au peuple », lettre publiée dans le journal Le Créole Patriote. Le 3 février, ils écrivent une lettre à Georges-Jacques Danton pour lui confier « le net refroidissement de la population savoyarde à l'égard de la Révolution ».
En avril 1793, Hérault de Séchelles ne participe pas au scrutin sur la mise en accusation de Jean-Paul Marat. En mai, il vote contre le rétablissement de la Commission des Douze. Le même mois, il est adjoint au Comité de Salut public, aux côtés de Georges Couthon, Jean-Baptiste-Charles Mathieu, Dominique Ramel-Nogaret et Louis-Antoine de Saint-Just afin de rédiger le projet de constitution. Il est reconduit dans ses fonctions au Comité de Salut public le 10 juillet, le cinquième sur neuf, par 175 voix. En août, il est de nouveau élu président de la Convention et ses secrétaires sont Jean-Pierre-André Amar, Léonard Bourdon et Joseph Fayau.
Entre brumaire et frimaire an II (fin octobre- 10 décembre 1793), Hérault de Séchelles est envoyé en mission dans le département du Haut-Rhin. Pendant son absence, François-Louis Bourdon, député de l'Oise, le dénonce comme « ci-devant noble » et pointe ses liaisons avec les militants hébertistes "exagérés" Pierre-Ulric Dubuisson, Jacob Pereira et Berthold Proly. De retour à la Convention, Hérault de Séchelles rend compte de sa mission, se défend des accusations portées contre lui et démissionne du Comité de Salut public. Hérault de Séchélles est arrêté le 25 ventôse an II-15 mars 1794 par un décret cosigné par les comités de salut public et de sûreté générale.
Hérault de Séchelles est décrété d'accusation la nuit du 10 au 11 germinal an II (du 30 au 31 mars 1794) sur motion de Saint-Just et est guillotiné le 15 du même mois (le 5 avril), aux côtés de Camille Desmoulins, Georges Danton, Jean-François Delacroix et Pierre-Nicolas Philippeaux.

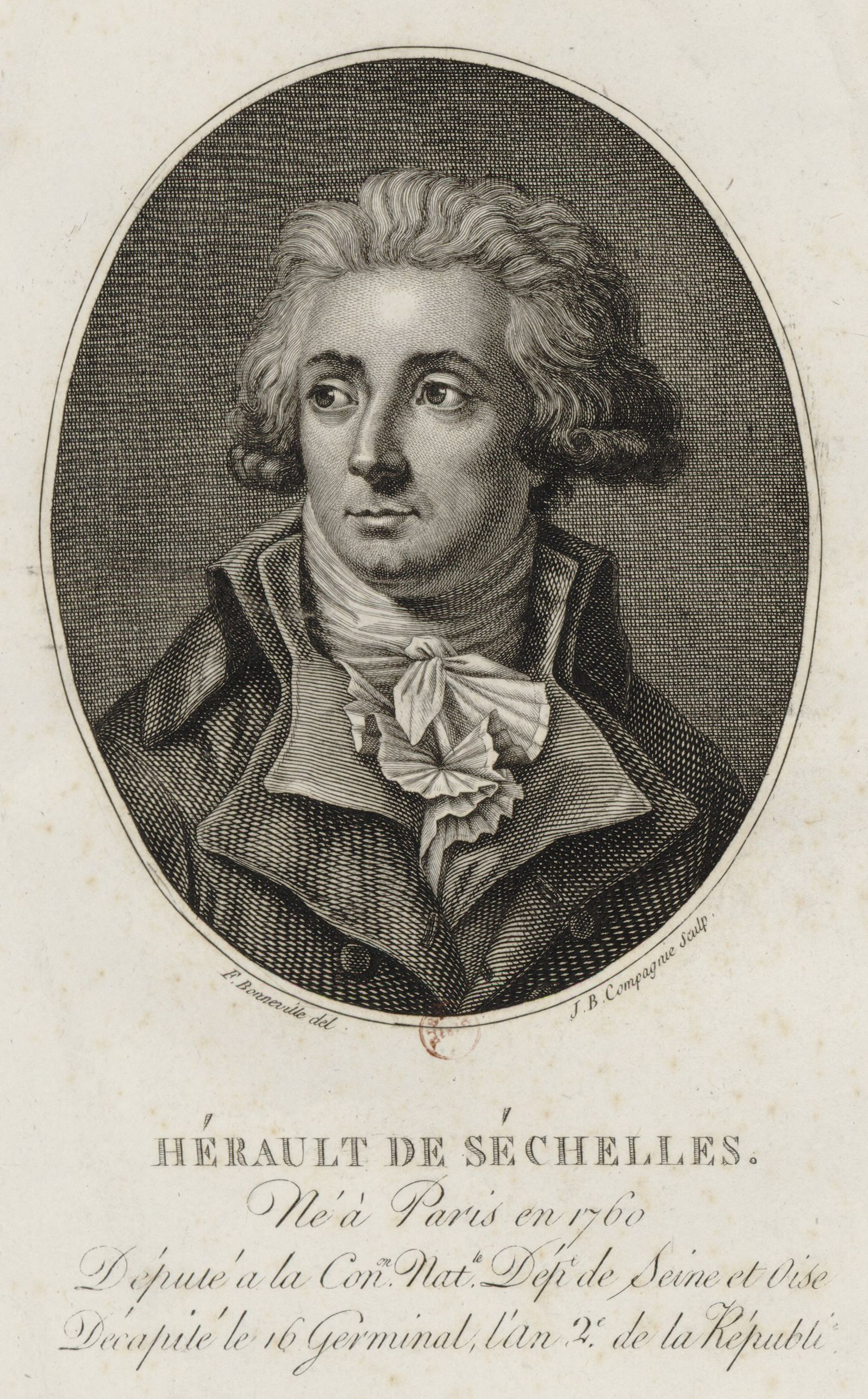
Hérault de Séchelles, député du département de Seine-et-Oise à la Convention nationale.
Estampe gravée par Jean-Baptiste Compagnie d'après François Bonneville, Paris, BnF, département des estampes et de la photographie, 1796.

## Principales publications
- Dialogue pour les citoyens des campagnes du département du Mont-Blanc, entre un électeur et l'un des commissaires de la Convention nationale, sur le serment civique que la loi exige des prêtres (1793) Texte en ligne
- Constitution du peuple français à l'usage des enfants, précédée du Rapport du comité de salut public, fait à la Convention le 10 juin, par le citoyen Hérault, suivie du Décret et de l'instruction pour la convocation des assemblées primaires, &c, et à laquelle on a joint le nouveau calendrier, décrétée le 24 juin, et acceptée le 10 août, l'an IIe de l'égalité (1793) Texte en ligne
- Recueil complet de tout ce qui s'est passé à la fête de l'unité et de l'indivisibilité de la République française, avec les Six discours prononcés aux stations, par le citoyen Hérault-de-Séchelles, président de la Convention nationale (1793) Texte en ligne
- Voyage à Montbard, contenant des détails très intéressans sur le caractère, la personne et les écrits de Buffon, par feu Hérault de Séchelles, suivi de Réflexions sur la déclamation, d'un Éloge d'Athanase Auger et d'autres morceaux de littérature du même auteur (1800). Réédition par François-Alphonse Aulard, Paris, Librairie des Bibliophiles, 1890 ; réédition chez Le Promeneur, collection « Le cabinet des lettrés », 2007.
- Oeuvres littéraires, 1907
- Théorie de l'ambition et autres essais, édité par Gérard Guégan, Paris, Ramsay, 1978.
- Œuvres littéraires et politiques, édité par Hubert Juin, Lausanne, Rencontre, 1970.
- Théorie de l'ambition : codicille politique et pratique d'un jeune habitant d'Épône ; suivi de Sur la conversation, édité par Gérard Guégan, Paris, Mille et une nuits, 2005.
- Hérault de Séchelles, Oeuvres Complètes, Texte et annotations de Jean-Pierre Jackson, Un volume au format 15 cm x 21 cm de 215 pages., éditions CODA, 2015,  (ISBN 978-2-84967-108-5)